# Ramaria testaceoviolacea
Ramaria testaceoviolacea är en svampart som först beskrevs av Doty, och fick sitt nu gällande namn av Corner 1950. Ramaria testaceoviolacea ingår i släktet Ramaria och familjen Gomphaceae.   Inga underarter finns listade i Catalogue of Life.